# Kesovce
Kesovce este o comună slovacă, aflată în districtul Rimavská Sobota din regiunea Banská Bystrica. Localitatea se află la altitudinea de 197 m deasupra n.m., se întinde pe o suprafață de 7,66 km2 și în 2017 număra 244 de locuitori.

## Istoric
Localitatea Kesovce este atestată documentar din 1232.

## Demografie
| An:                | 1994 | 2004    | 2014    | 2024    |
| ------------------ | ---- | ------- | ------- | ------- |
| Număr de persoane: | 123  | 136     | 254     | 299     |
| Diferență:         |      | +10,56% | +86,76% | +17,71% |

| An:                | 2023 | 2024   |
| ------------------ | ---- | ------ |
| Număr de persoane: | 285  | 299    |
| Diferență:         |      | +4,91% |